# Carl Ferdinand Füchs

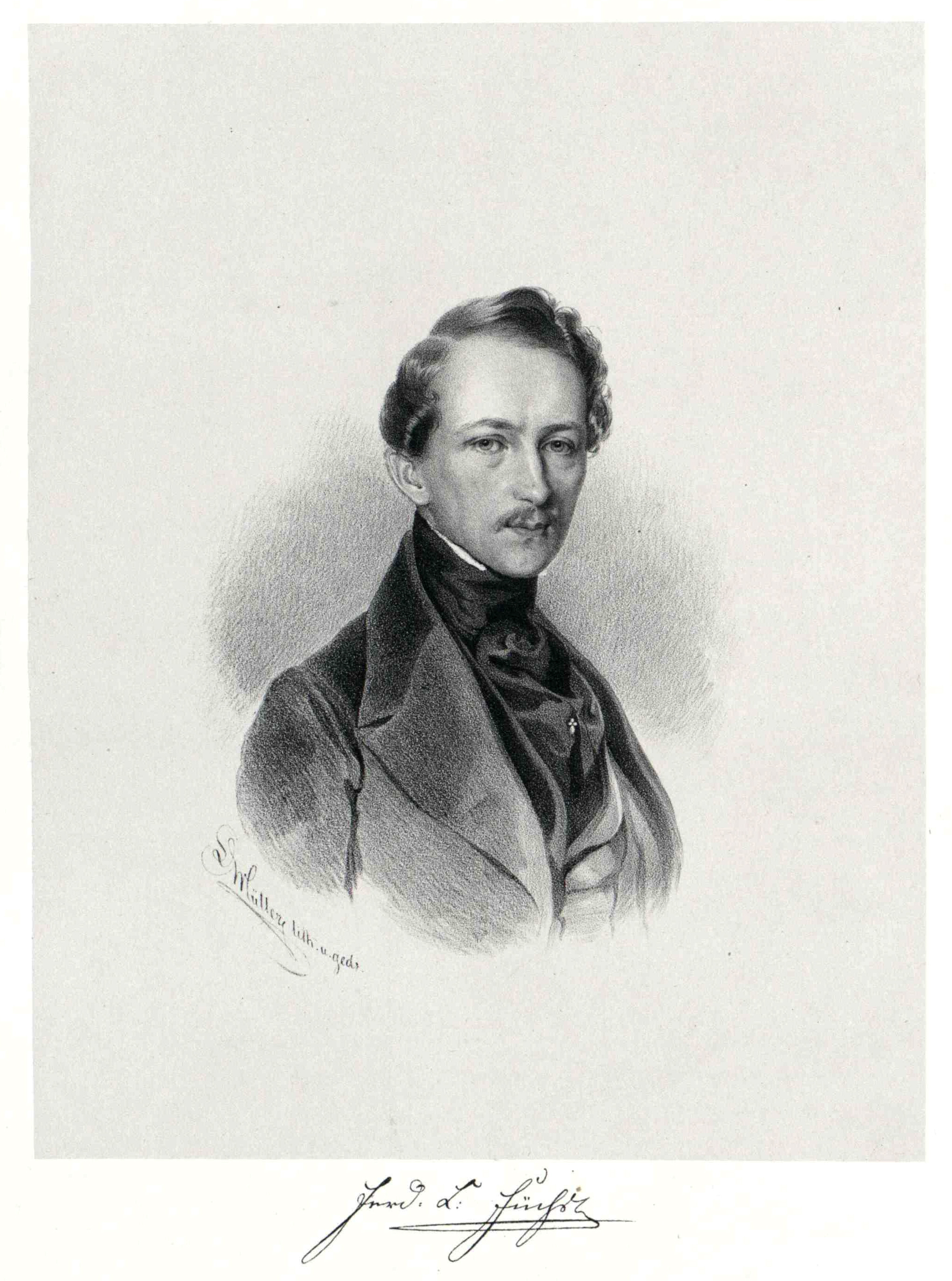
Carl Ferdinand Füchs

Carl Ferdinand Füchs (* 11. Februar 1811 in Wien; † 7. Jänner 1848 ebenda) war ein österreichischer Komponist und Geiger.

## Leben
Carl Ferdinand Füchs war in Prag Violinschüler von Friedrich Wilhelm Pixis und zugleich Kompositionsschüler von Friedrich Dionys Weber. 1832 legte er dort sein Examen ab und ging wieder nach Wien.
Hier wirkte als Musiker (Debüt bei der Gesellschaft der Musikfreunde) und im Orchester des Kärntnertortheaters und zeit seines Lebens auch als Komponist und Chorleiter des Wiener Männergesang-Vereins.
Mehrfach gab er sehr erfolgreiche Konzerte, in denen ausschließlich seine eigenen Werke zur Aufführung gelangten, etwa am 24. Januar 1836 im Musikvereinssaal. Hier erklangen u. a. seine Ouvertüre h-Moll, dirigiert von Joseph Hellmesberger senior, ein Konzertstück für Violine und Orchester und ein Allegro für Streichquartett.
Am 6. Dezember 1842 wurde er an der protestantischen Gemeinde Gesangslehrer der Hauptschule und Kantor der beiden evangelischen Kirchen – mit dem vergleichsweise hohen Gehalt von jährlich 500 Gulden.
Am 12. Mai 1847 traten bei ihm erstmals Symptome einer Lungen-Tuberkulose auf, die schließlich zu seinem Tod führte. „Herr Ferdinand Füchs, Tonkünstler und Cantor bey der protestantischen Kirche“ lebte zuletzt „auf der Landstraße Nr. 477“, wo er am 7. Januar 1848 „an der Lungensucht“ starb.
August Schmidt widmete Füchs in der Wiener allgemeinen Musik-Zeitung einen umfangreichen Nekrolog und bezeichnete ihn dort als „eines der bedeutendsten schaffenden Talente unserer Zeit“. Er stellt bis heute die wichtigste Quelle zum Leben und Schaffen des Komponisten dar.

## Werke (Auswahl)
- op. 1 – Concertino a-Moll für zwei Violinen, Viola, Violoncello und Kontrabass; Wien: Witzendorf, 1838[3]
- op. 17 – Concertino für Horn und Orchester oder Klavier; Stuttgart: Allgemeine Musikhandlung, 1843
- op. 31 – Ex Profundis (Aus der Tiefe). Offertorium für gemischten Chor und zwei Violinen, Viola, Violoncello und Kontrabass; Wien: Haslinger, 1845
- op. 33 – Widmung nach einem Text von Friedrich Rückert, für Gesang und Klavier; Wien: Witzendorf
- op. 36 – Streichquartett D-Dur; Wien: Haslinger, 1844
- op. 39 – Adagio für Streichquartett
- op. 40 – Jagdchor nach einem Text von Ludwig Tieck, für Männerstimmen; Wien: Glöggl, 1845
- op. 42 – Die Träne nach einem Text von Ignaz Franz Castelli, für Gesang und Klavier; Wien: Witzendorf, 1847
- Guttenberg, Oper (1844), Libretto Otto Prechtler, Uraufführung am 1. April 1846 in Graz
- Die Studenten von Salamanca, Oper (1847)